# BMW M2
El BMW M2 es una versión del automóvil BMW Serie 2 desarrollado por la división de deportes de motor de BMW, BMW M GmbH. Cuando la Serie 2 reemplazó a los modelos cupé y descapotable de la Serie 1, el M2 de primera generación se comercializó como el Coche M más básico de la gama. El M2 de primera generación utilizó el chasis F8x del M3/M4, con nombre en clave F87 y presentaba un motor de la serie BMW N55, turboalimentado y ligeramente modificado, más potente y con mayor capacidad de respuesta, mientras que sus sucesores, el M2 Competition y el M2 CS, presentaban un motor de alta velocidad. motor biturbo de altas prestaciones desarrollado por BMW M GmbH (motor S55); sistemas mejorados de manejo, suspensión y frenado; mejoras aerodinámicas del cuerpo; Detalles interiores/exteriores con el distintivo tricolor "M" (Motorsport) y mayor peso. El M2 se considera extraoficialmente como un sucesor indirecto del BMW Serie 1 M Coupé.

## Primera generación (F87; 2016–2021)

### BMW M2 Coupé

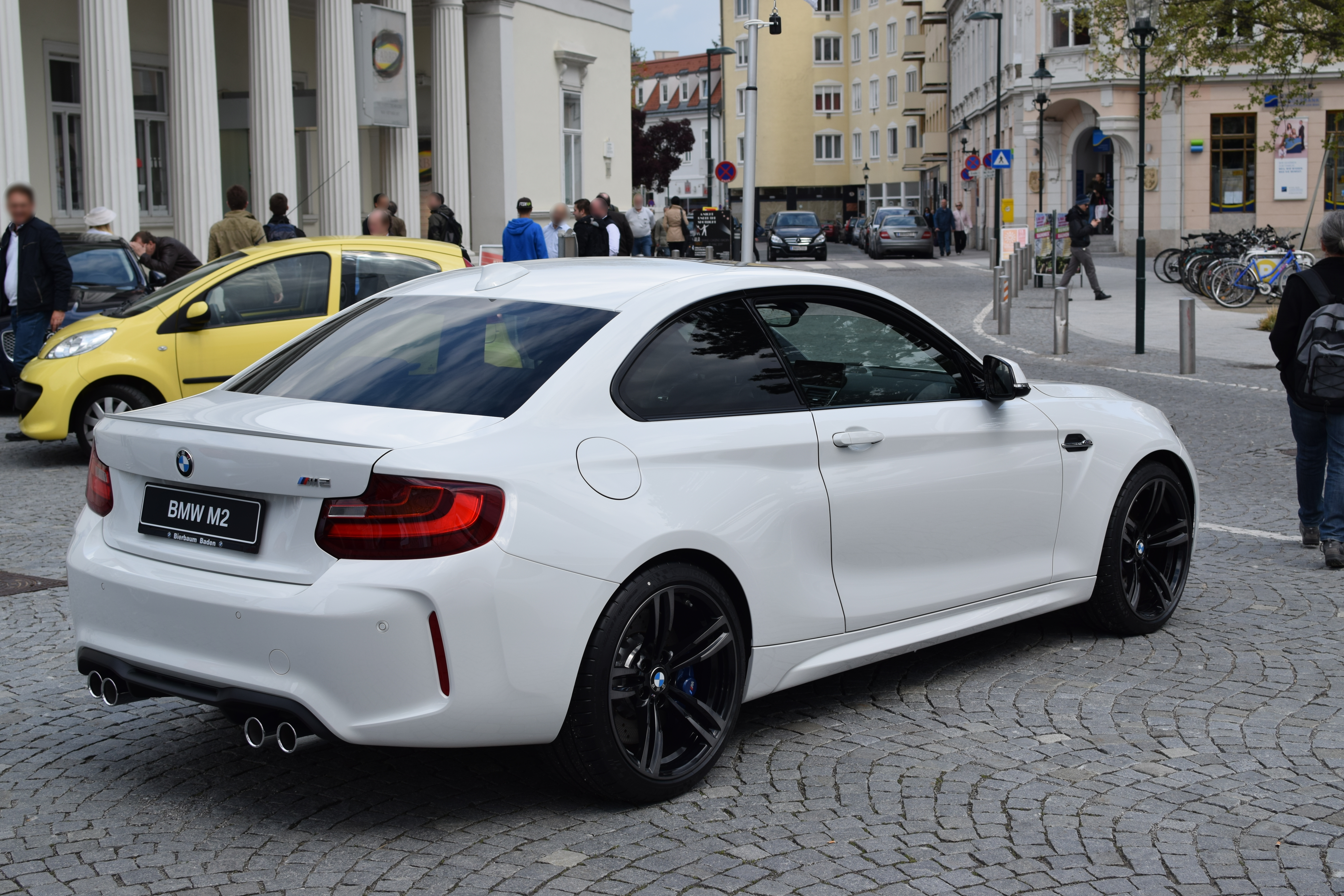
Vista trasera (BMW M2)

El M2 se presentó en Need for Speed en noviembre de 2015, antes de su estreno posterior en el Salón Internacional del Automóvil de América del Norte en enero de 2016. La producción comenzó en octubre de 2015, se entregó por primera vez a principios de 2016  y el M2 solo estaba disponible como cupé con tracción trasera. El M2 está propulsado por el motor turboalimentado de seis cilindros en línea N55B30T0 de 3.0 litros con una potencia de 272 kW (365 HP) a 6.500 rpm y 465 N·m (343 lb·pie) entre 1.450 y 4.750 rpm, mientras que una función de sobreimpulso aumenta temporalmente el par a 500 N·m (369 lb·pie). El M2 cuenta con pistones reforzados y componentes de suspensión delantera y trasera de aluminio más ligeros, lo que da como resultado una reducción de peso de 5 kg (11 lb). El M2 está disponible con transmisión manual de 6 velocidades o con transmisión de doble embrague de 7 velocidades. 0–100 Los tiempos de aceleración km/h son de 4,5 segundos para los modelos con transmisión manual  y de 4,3 segundos para los modelos equipados con la transmisión de doble embrague de 7 velocidades. La velocidad máxima está limitada a 250 km/h (155 mph) pero podría extenderse a 270 km/h (168 mph) con el paquete M Driver opcional. El M2 se utilizó como coche de seguridad en la temporada 2016 de MotoGP.

### BMW M2 Performance
150 ejemplares producidos para el mercado estadounidense. El automóvil tiene un acabado en blanco alpino sobre cuero Dakota negro y la potencia la proporciona un motor turboalimentado de seis cilindros en línea de 3.0 litros combinado con una transmisión M2 de doble embrague de siete velocidades o una transmisión manual de 6 velocidades. El equipo Performance Edition incluye una suspensión helicoidal M Performance y un sistema de escape con puntas de titanio, junto con molduras negras, asientos deportivos delanteros ajustables manualmente, una llave deportiva y de pista M Performance. Los 150 Performance Edition tenían un acabado en Alpine White con molduras Shadowline. El equipo adicional incluye faros de xenón, proyectores LED en las puertas, un borde del alerón trasero y parrillas en forma de riñón, branquias laterales y carcasas de espejos con acabado negro. Las ruedas de fábrica Estilo 437M de 19 pulgadas llevan neumáticos Michelin Pilot Super Sport de ancho escalonado. El equipo Performance Edition incluye amortiguadores roscados M Performance ajustables, y el frenado se realiza mediante pinzas con acabado azul y rotores perforados en cruz que se comparten con el M4 F82. El interior presenta asientos tapizados en cuero Dakota negro con costuras azules contrastantes, mientras que los adornos de fibra de carbono acentúan el tablero, la consola central y los paneles de las puertas. Los asientos deportivos delanteros ajustables manualmente están equipados como parte del ahorro de peso, junto con el control de clima automático de zona única y la eliminación del paquete para fumadores y la llave de proximidad Comfort Access. La producción de fábrica fue de 505 caballos de fuerza y 343 lb-pie de torque y la velocidad máxima se incrementó de 155 mph a 168 mph para la edición Performance. Se incluyeron una llave de ajuste de resorte roscado y una perilla de ajuste de rebote, junto con una llave M Performance que activa el modo deportivo y de pista.

### BMW M2 Competition

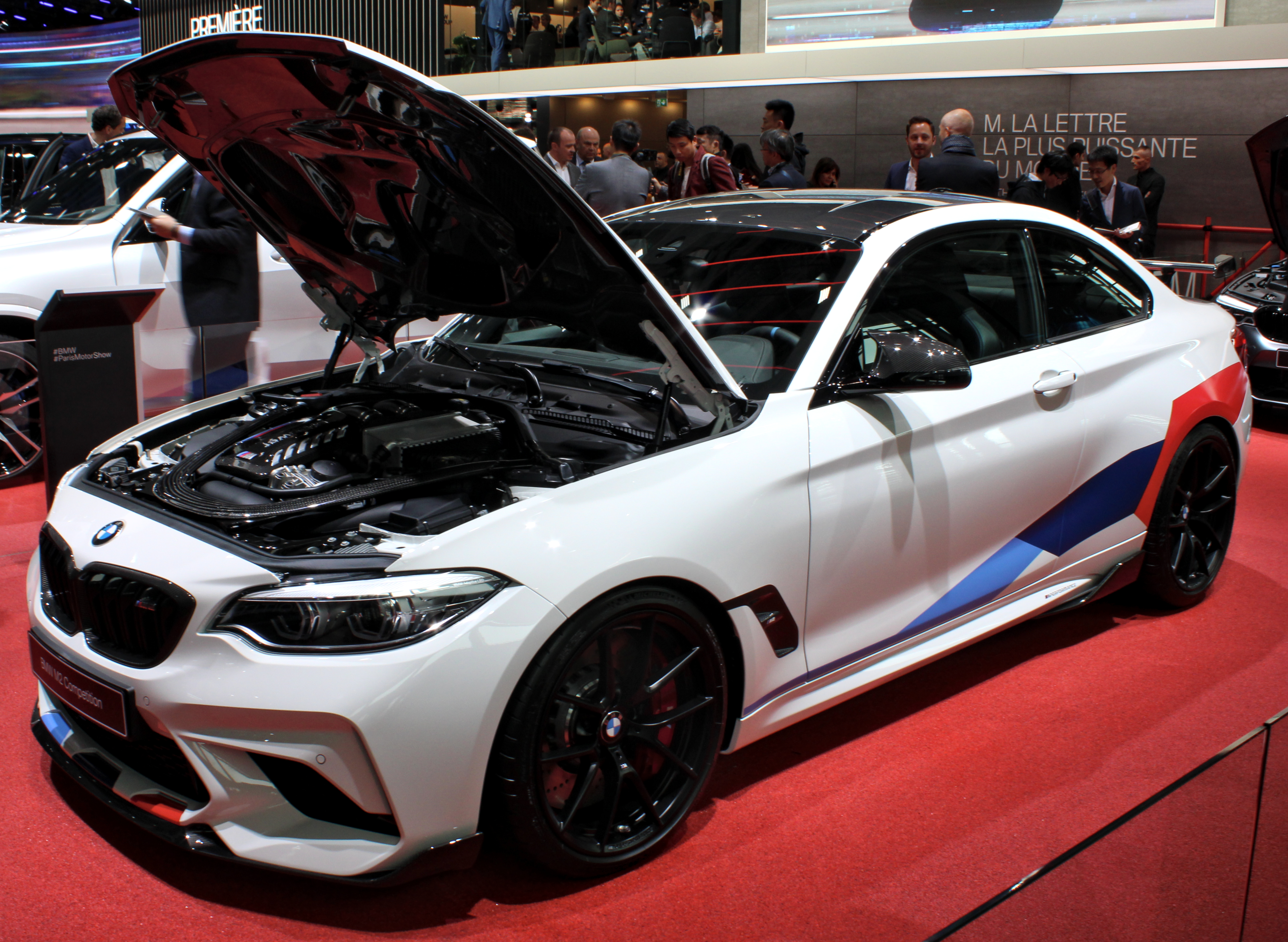
BMW M2 Competition con el XX abierto

El BMW M2 Competition se presentó en el Salón del Automóvil de Beijing de 2018 y reemplazó al M2 Coupé estándar como una variante más potente. La producción comenzó por primera vez en julio de 2018 y se entregó a principios de 2019.El M2 Competition utiliza el motor BMW M GmbH S55, una variante de alto rendimiento del motor N55, que ha sido desafinado de su aplicación en el F80 M3 y el F82 M4. La decisión de utilizar el motor S55 fue el resultado de que Europa adoptó el Procedimiento de prueba de vehículos ligeros armonizado a nivel mundial como procedimiento oficial para medir los contaminantes de los vehículos, lo que significó que el motor N55 del M2 estándar ya no cumplía con los estándares de emisiones europeos. A diferencia del motor N55 que se encuentra en el M2 estándar, el S55 incluye un bloque de motor de plataforma cerrada, cigüeñal liviano, diferentes cojinetes de cigüeñal, pistones/varillas reforzados, diferentes materiales de resortes/válvulas, turbos gemelos, bombas de combustible gemelas, escape activo, revisión. Sistema de refrigeración e intercoolers. El motor también cuenta con un sistema de suministro de aceite rediseñado, un sistema de refrigeración modificado y piezas de diferencial de bloqueo electrónico adaptadas del paquete de competición BMW M4. También cuenta con un filtro de partículas de gasolina en ciertos países de la Unión Europea para reducir las emisiones. En comparación con el M2 estándar, el S55 produce 30 kW (40 HP) y 85 N·m (63 lb·pie), lo que resulta en una producción de energía mayor y más sostenida de 302 kilovatios (411 PD; 405 CV) entre 5.250 y 7.000 rpm, y 550 N·m (406 lb·pie) a 2350–5200 rpm. El 0-100 El tiempo de aceleración km/h es de 4,4 segundos para los modelos con transmisión manual de seis velocidades y de 4,2 segundos para los modelos con transmisión de doble embrague de 7 velocidades. La velocidad máxima está limitada electrónicamente a 250 km/h (155 mph), pero el paquete M Driver puede ampliar el límite a 280 km/h (174 mph) que es 10 km/h (6 mph) mayor que en el rendimiento del M2.El M2 Competition tiene la barra de refuerzo de plástico reforzada con fibra de carbono estándar que se encuentra en todos los modelos equipados con motor S55, para aligerar y endurecer el automóvil, parrillas de riñón agrandadas y discos de freno opcionales más grandes de 400 mm (15,7 plg) en el eje delantero con pinzas de 6 pistones y 380 mm (15,0 plg) en el eje trasero con pinzas de 4 pistones. Gracias al motor y al sistema de refrigeración tomados prestados del F82 M4, el M2 Competition tiene 75 kg (165 lb) más pesado que el M2 estándar que tenía 1550 kg (3417 lb) para modelos de transmisión manual y 1575 kg (3472 lb) para modelos con transmisión de doble embrague.

### BMW M2 CS
El BMW M2 CS, una versión más centrada en la pista del BMW M2 Competition, se presentó online en noviembre de 2019 antes de su presentación en el Salón del Automóvil de Los Ángeles. La producción comenzó en marzo de 2020, con 2.200 unidades previstas para Norteamérica, Europa, Asia y México.El M2 CS utiliza el mismo motor que el M2 Competition pero utiliza la gestión de la ECU de fábrica como el paquete F82 M4 Competition, lo que da como resultado una versión más potente del S55 con una potencia nominal de 331 kW (444 HP) y 550 N·m (406 lb·pie) de torque (el mismo torque que los otros modelos M equipados con el motor S55). El 0-100 kilómetros por hora (62 mph) el tiempo de aceleración es de 4,2 segundos para los modelos con transmisión manual de 6 velocidades y de 4,0 segundos para los modelos con transmisión de doble embrague de 7 velocidades. Los rotores y pinzas opcionales M Performance Brakes del M2 Competition se trasladan de serie, pero los frenos cerámicos están disponibles como opción. Una suspensión M adaptativa es estándar junto con un diferencial de bloqueo electrónico. Los bujes de las ruedas y los brazos transversales están fabricados en aluminio forjado, con un túnel de transmisión de fibra de carbono como medida adicional para ahorrar peso. El capó, el techo y diversas piezas aerodinámicas están fabricados en un compuesto de fibra de carbono. El sistema de escape activo también es nuevo, y los diseños exclusivos de las ruedas con acabados en negro azabache brillante o en oro mate lo diferencian de otros modelos M2; También están disponibles neumáticos Michelin Cup 2. En el interior, la consola central también es de fibra de carbono, con molduras de Alcantara y una insignia "CS" roja bordada; Los asientos son de cuero y Alcantara con costuras en contraste en rojo y se complementan con Alcantara con costuras en contraste en el volante. El reposabrazos central y las salidas de aire traseras, que son de serie en el M2 y el M2 Competition, se han eliminado para reducir un poco el peso.El M2 CS ha sido ampliamente aclamado en las reseñas de automóviles, ganando el premio Evo Car of the Year 2020, superando a varios superdeportivos de McLaren y Porsche.Jonny Lieberman de Motor Trend lo calificó como el mejor automóvil BMW M en 12 años.

## Segunda generación (G87; 2023–presente)
El M2 de segunda generación (G87) se mostró al público antes de su debut en Motorclassica en Melbourne, Australia, en octubre de 2022. La distancia entre ejes del M2 de segunda generación es 2,1 plg (53,3 mm) más largo y la longitud total es 4,1 plg (104,1 mm) más largo y mide 1,3 plg (33,0 mm) más ancho que el M2 de primera generación.El M2 está propulsado por el motor BMW S58 de seis cilindros en línea y 3,0 litros biturbo con una potencia de 338 kW (453 HP) a 6.250 rpm y 550 N·m (406 lb·pie) entre 2600 y 5950 rpm. Sigue siendo de tracción trasera y estará disponible con cambio manual de 6 velocidades o con cambio automático de 8 relaciones. 0–100 Los tiempos de aceleración km/h son de 4,3 segundos para los modelos con transmisión manual y de 4,1 segundos para los modelos con transmisión automática. La velocidad máxima está limitada a 250 km/h (155 mph) pero se puede extender a 285 km/h (177 mph) con el paquete M Driver opcional. Algunos mercados tendrán un paquete de carbono opcional. El paquete incluirá asientos individuales de carbono M eléctricos y con calefacción, así como un techo de fibra de carbono y molduras interiores de fibra de carbono. Un techo corredizo eléctrico será estándar en Estados Unidos pero opcional en Europa. Otras opciones incluyen un paquete Shadowline, un paquete de iluminación que ofrece faros adaptativos totalmente LED y luces altas automáticas y paquetes de asistencia al conductor.El coche se lanzó en abril de 2023.En el momento del lanzamiento, el M2 se ofreció en cinco colores, incluido el azul Zandvoort, exclusivo del G87 M2.

## Motorsport

### BMW M235i Racing

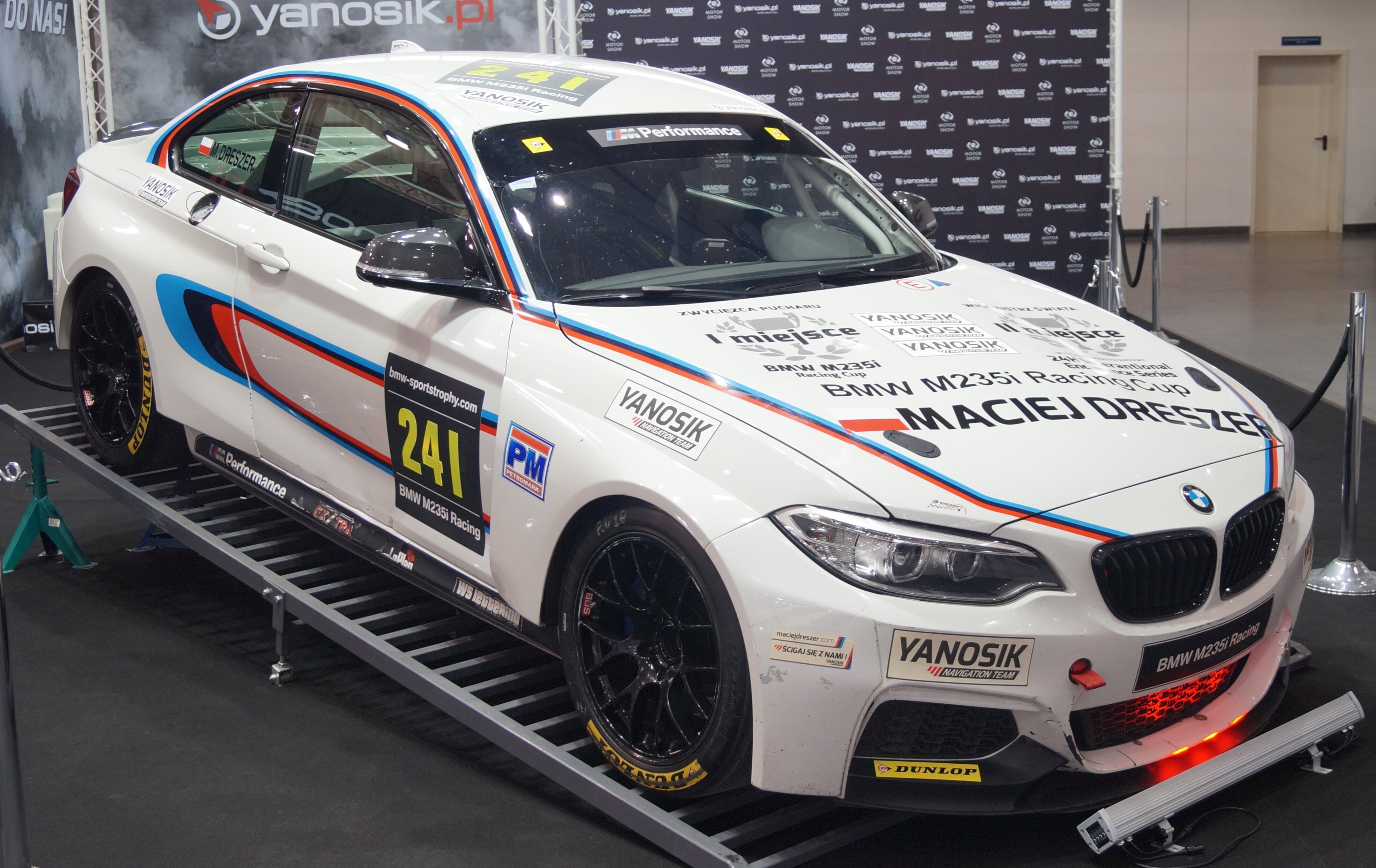
BMW M235i Racing

El M235i Racing es una versión de pista del Serie 2 desarrollada por la división BMW Motorsport y producida entre 2014 y 2018. Estaba dirigido a conductores aficionados debido a su precio relativamente más bajo y a la incorporación de ayudas al conductor como frenos antibloqueo, control de tracción y control dinámico de estabilidad. El M235i Racing utiliza una transmisión automática de 8 velocidades y presenta una versión modificada del motor N55B30O0 que se encuentra en el M235i estándar, y produce 329 HP (245 kW) a 5.800–6.000 rpm y 450 N·m (332 lb·pie) a 1300–4500 rpm. El M235i Racing también cuenta con un diferencial mecánico de deslizamiento limitado y frenos y resortes más grandes. Los spoilers delantero y trasero, el difusor y los retrovisores exteriores pertenecen al catálogo de piezas BMW M Performance. El coche se utilizó en la Copa de Carreras BMW M235i, que formaba parte del Campeonato de Resistencia VLN en Nürburgring.

### BMW M240i Racing

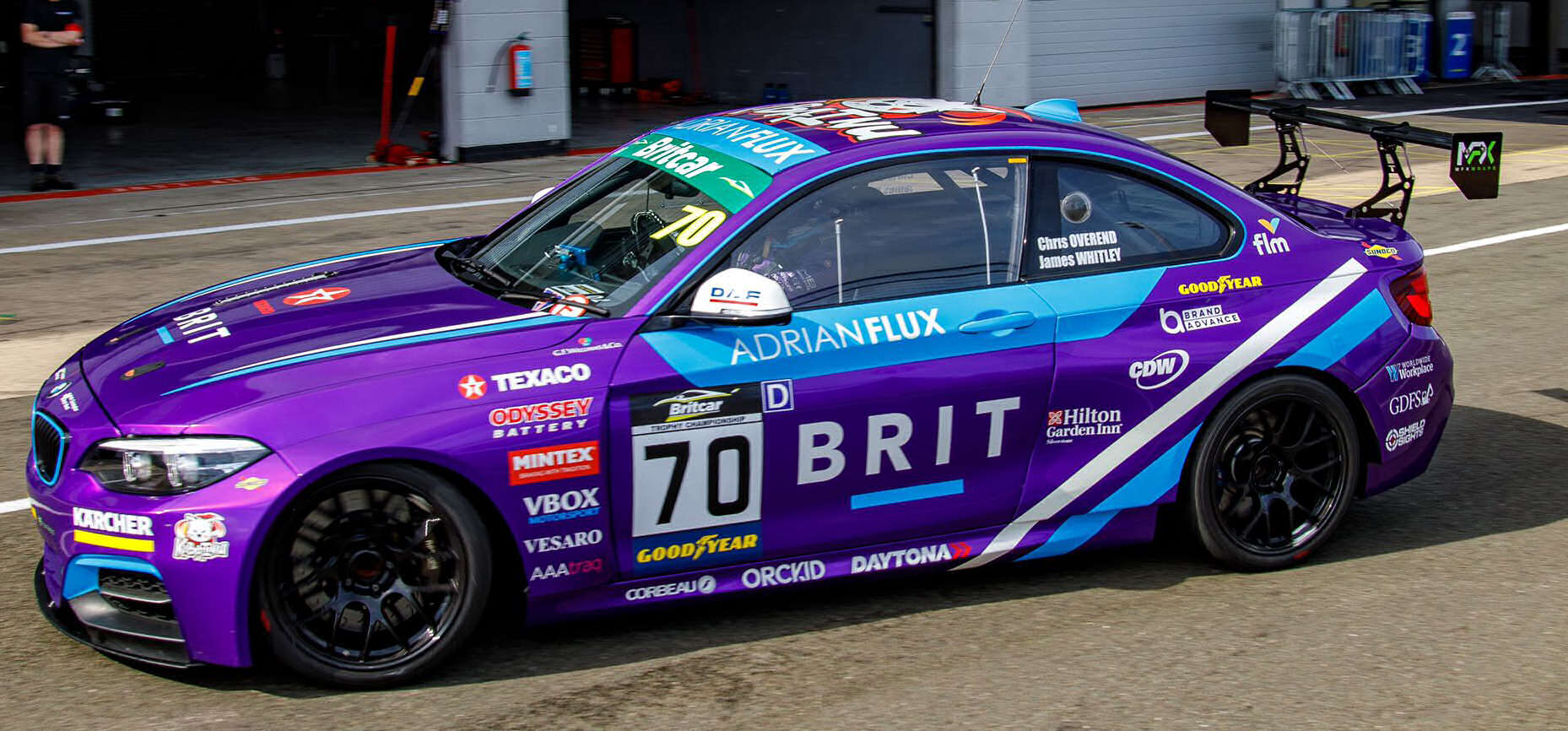
BMW 240i Racing

El BMW M240i Racing es una versión actualizada y muy revisada por BMW M Motorsport de su predecesor, el BMW M235i Racing, utilizado desde la temporada 2019 en adelante de la Copa BMW M240i Racing, desde la temporada 2019 en adelante. El BMW M240i Racing cuenta con placas finales del alerón revisadas, software del motor actualizado y un asiento del conductor opcional de nuevo diseño. El M240i Racing tiene una potencia aumentada de 340 HP (254 kW), pero produce 10 N·m (7 lb·pie) adicionales a 460 N·m (339 lb·pie), del mismo motor de seis cilindros en línea biturbo de 3 litros de su predecesor. Como es un auto de carreras, todavía tiene una jaula antivuelco completa aprobada por la FIA y certificada por DMSB. Las entregas comenzaron en 2020.

### BMW M2 CS Racing
El BMW M2 CS Racing es una variante de carreras del M2 CS de carretera, desarrollado por BMW M Motorsport, para que los futuros conductores de carreras se acostumbren mejor a los coches más rápidos. El coche de carreras tiene muchos desarrollos que se han inspirado y desarrollado a partir de sus predecesores, el BMW M235i Racing y el BMW M240i Racing, junto con su coche de carreras "hermano mayor", el BMW M4 GT4. El auto de carreras obtiene potencia de un motor de seis cilindros en línea biturbo de 3 litros preparado para carreras que puede generar desde 280 CV (205 kilovatios) a 365 CV (268 kW) dependiendo de la configuración del powerstick, que a su vez está controlado por la necesidad de tener un equilibrio de rendimiento o por regulaciones de una clasificación Permiso B. El BMW M2 CS Racing también cuenta con una jaula antivuelco totalmente aprobada por la FIA, junto con muchos componentes específicos del deporte del motor, como el alerón trasero, incluidos sistemas ABS específicamente diseñados para el coche por BMW M Motorsport. Actualmente se está creando un paquete de rendimiento más sólido para permitir que el auto de carreras tenga hasta 450 hp, solo 6 hp más que la versión actual legal en la calle. Se espera que las entregas del BMW M2 CS Racing comiencen a mediados de 2020.